# Osebergschip

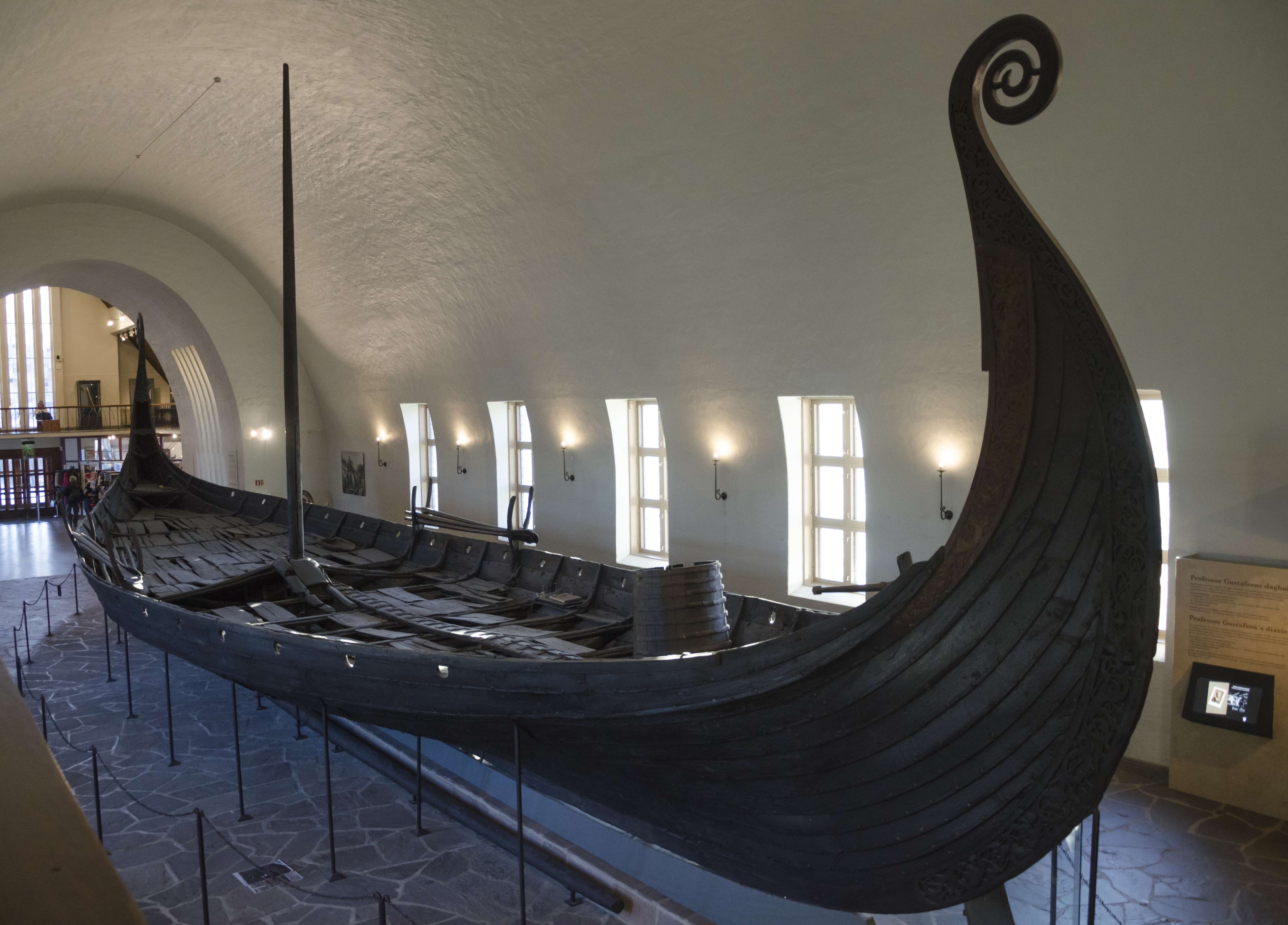
Osebergschip (Vikingskipshuset)

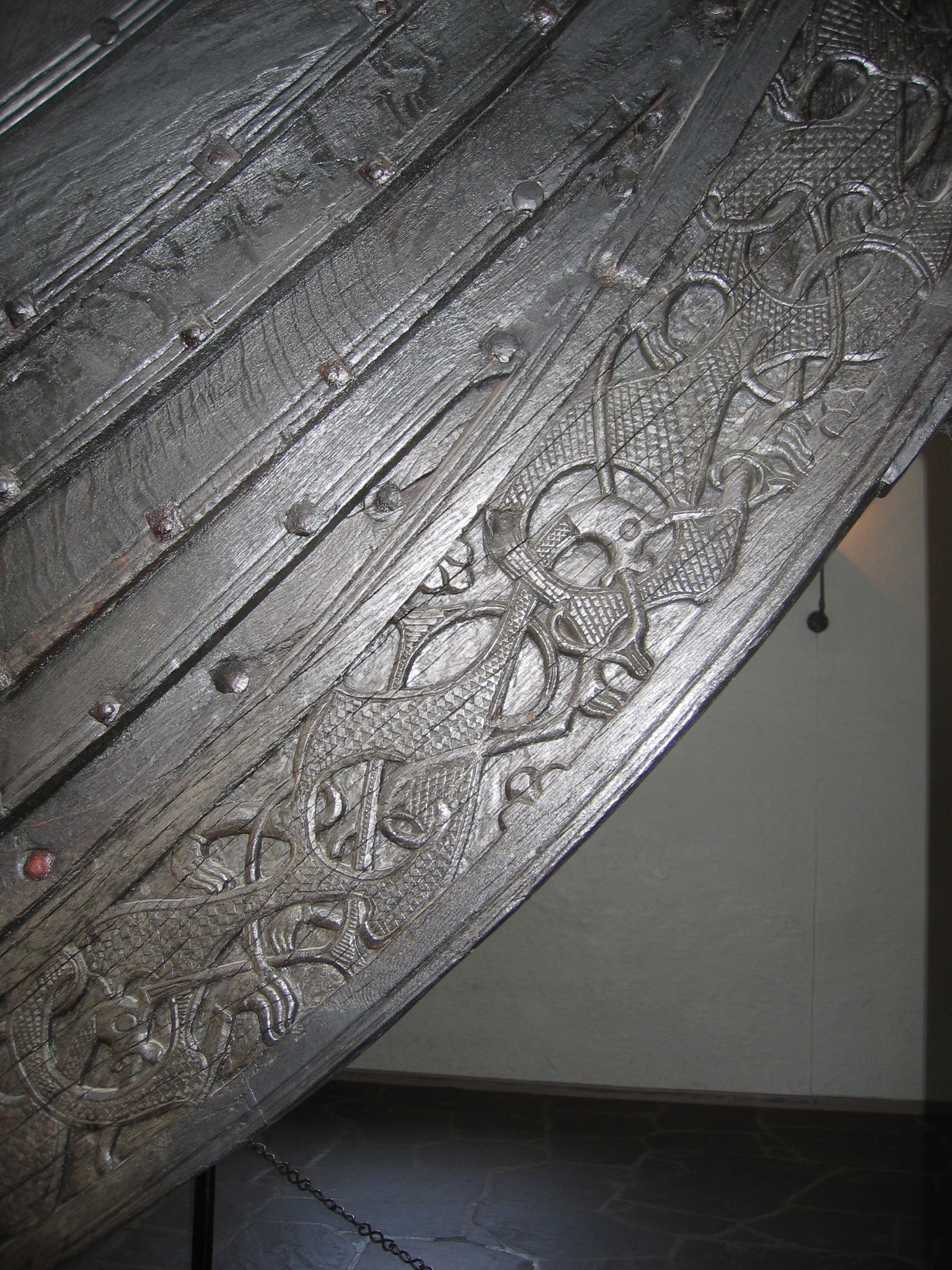
Detail Osebergschip

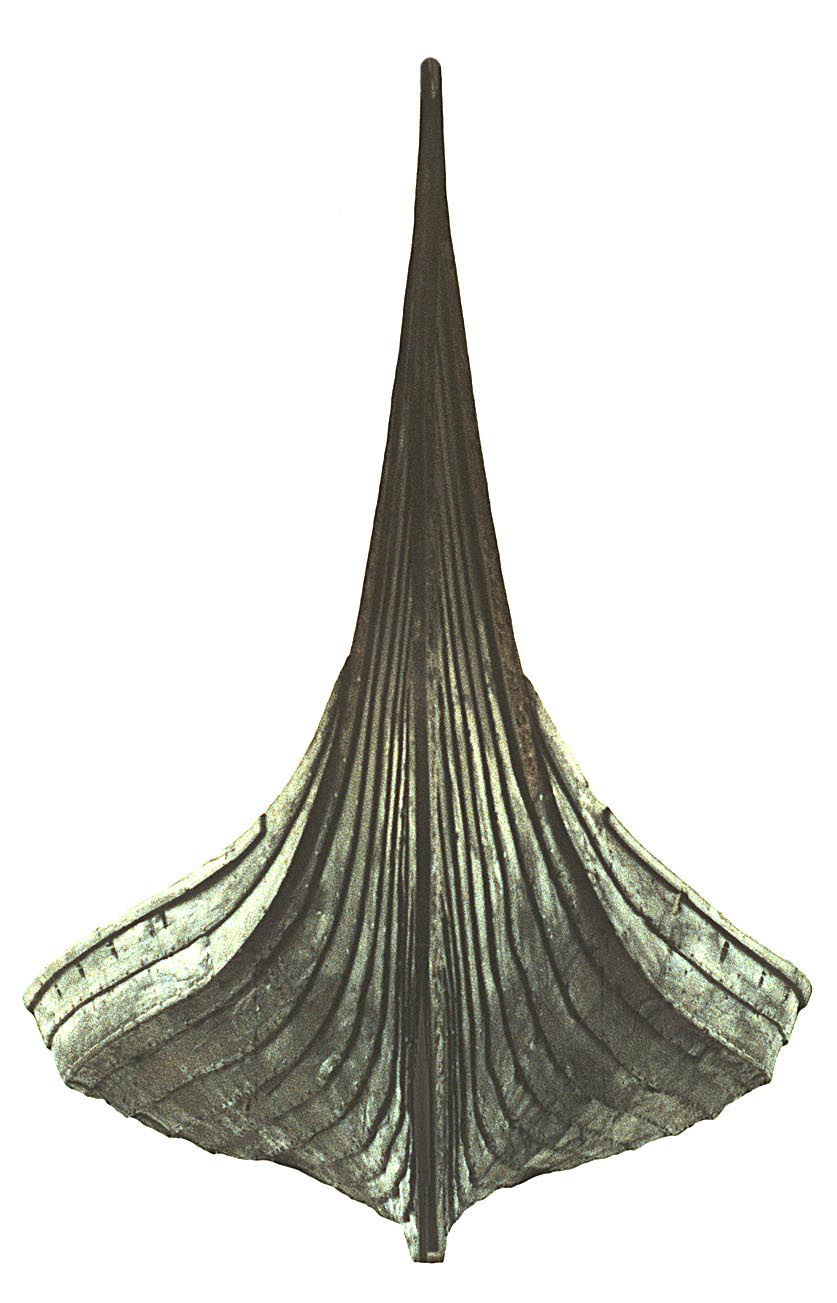
Voorkant

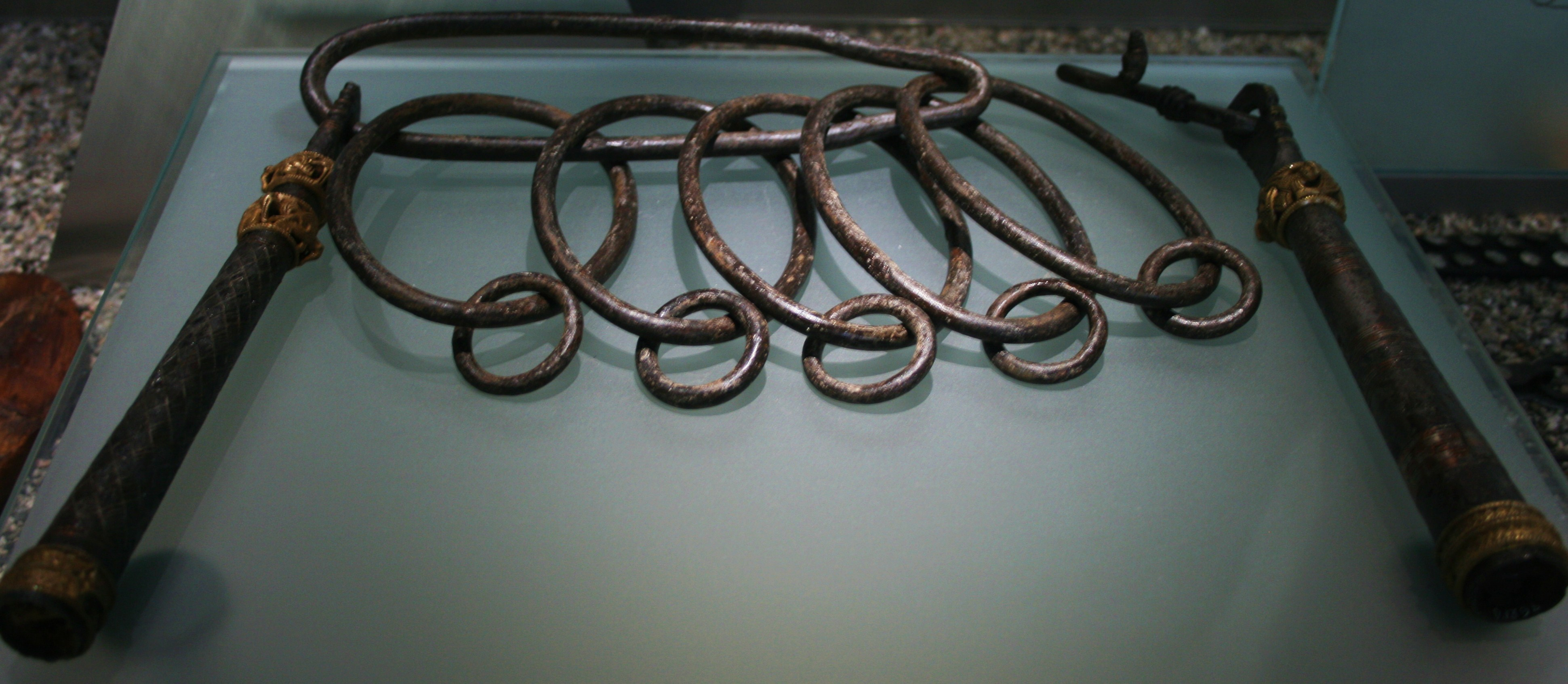
Ratel gevonden in het Osebergschip, een attribuut zoals gebruikt door Taranis en Jupiter.

Het Osebergschip is een goed bewaard Vikingschip ontdekt in een grote grafheuvel bij de Osebergboerderij dicht bij Tønsberg in de provincie Vestfold in Noorwegen.
Er bevonden zich bij het schip ook diverse goederen en twee vrouwelijke skeletten. Ze dateren van rond 800 na Christus, het schip is waarschijnlijk ouder. Het werd opgegraven door de Zweedse archeoloog Gabriel Gustafson en de Noorse archeoloog Haakon Shetelig in 1904 en 1905. Het schip is te zien in het Vikingskipshuset in Bygdøy in Oslo.

## Buitenkant
Het Vikingschip is een overnaads geklonken schip van het type karve. Het is bijna volledig van eikenhout. Het is circa 22 meter lang en 5 meter breed. De mast is circa 9-10 meter. Het zeil is ongeveer 90 vierkante meter. De snelheid van het schip kon tot 10 knopen bedragen. Het schip heeft 15 paar roeispanen zodat er 30 roeiers konden zitten. Het heeft een breed roer, een ijzeren anker van 10 kg, en verder een loopplank en hoosemmer aan boord. De boeg en de achtersteven zijn versierd met houtsnijwerk in de pakkende beest-stijl, ook wel bekend als de Osebergstijl. Het was een zeewaardig schip maar toch relatief zwak. Het diende vooral voor reizen voor de kust.

## Menselijke resten
In het graf werden skeletten van twee vrouwen aangetroffen. Een had een vermoedelijke leeftijd van circa 60 tot 70 jaar, de andere was circa 25 tot 30 jaar oud. Het is niet duidelijk of het belangrijke personen waren of dat ze werden geofferd, maar aan de rijkdommen in het graf te zien hadden ze wellicht een hoge status. Een van de vrouwen droeg een fraaie rode wollen jurk met een ruit in Twill-patroon en een fijn witte linnen sluier. De andere vrouw droeg een wollen blauwe jurk met een sluier.
Het hout in het graf dateert uit circa 834. Daardoor vermoedt men dat de oudere vrouw koningin Åsa van de Ynglingeclan, de moeder van Halfdan de Zwarte en de grootmoeder van Harald Mooihaar, is. Anderen denken dat het een priesteres zou kunnen zijn.
Men denkt dat beide vrouwen uit Agder in Noorwegen kwamen, net als koningin Åsa.
Er werden ook skeletten van veertien paarden, een os en drie honden bij het schip aangetroffen.
Volgens Per Holck van de universiteit van Oslo behoorde de jongere vrouw tot haplogroep U7. Drie opeenvolgende pogingen om het resultaat te bevestigen zijn mislukt. 
De jonge vrouw had een gebroken sleutelbeen waardoor men dacht dat ze een mensenoffer was. Haar tanden vertoonden tekenen dat ze een metalen tandenstoker gebruikte, een luxe voor de 9de eeuw.
De oudere vrouw leek aan kanker te lijden, wat waarschijnlijk de doodsoorzaak was. Ook leed ze aan het syndroom van Morgagni, een hormonale aandoening die haar een mannelijk uiterlijk gaf, inclusief baardgroei.
Beide vrouwen aten waarschijnlijk vlees, terwijl de Vikingen vooral vis aten.

## Goederen
Het graf is in het verleden geroofd. Er waren geen edelmetalen meer aanwezig. Er is een groot aantal dagelijkse voorwerpen gevonden: onder andere vier versierde sleeën, een rijkelijk houtbewerkte houten kar en houten kisten. Ook waren er landbouw en huishoudelijke voorwerpen. Tevens enkele wollen kledingstukken en wandtapijten.
Het scheepsgraf van het Osebergschip is een van de weinige Viking-vindplaatsen waar een houten wagen gevonden is.